# Glenea sexguttata
Glenea sexguttata är en skalbaggsart som beskrevs av Aurivillius 1925. Glenea sexguttata ingår i släktet Glenea och familjen långhorningar. Inga underarter finns listade i Catalogue of Life.